# Riko Azuna
Riko Azuna (japanisch 安月名 莉子 Azuna Riko; * 3. Dezember 1993 in der Präfektur Saitama) ist eine japanische Popsängerin, die mit dem Unternehmen Kadokawa in Verbindung steht. Ihr Debüt als professionelle Musikerin gab sie mit dem Lied Kimi ni Furete, das in der Animeserie Bloom into you zu hören ist. Ihre Lieder wurden auch in den Animeserien Re:Zero und Boogiepop and Others verwendet.

## Leben und Karriere
Azuna wurde am 3. Dezember 1993 geboren. Sie interessiert sich seit ihrer Jugend für Musik und Schauspielerei und war spielte dementsprechend zwischen ihrem zweiten Jahr an der Grundschule und dem dritten Jahr an der Oberschule in Schulmusicals mit. In den Stücken fungierte sie als Sängerin, Tänzerin und Schauspielerin. Die sie das Singen am meisten schätzte, fokussierte Azuna sich auf eine Karriere als Musikerin. Während ihrer Zeit an der Universität spielte sie in verschiedenen Orten in Tokio.
Azunas professionelle Karriere begann im Jahr 2018, als sie von einem Vorsingen erfuhr, bei dem das Vorspannlied für die Animeserie Bloom into you gesucht wurde. Zu diesem Zeitpunkt wusste sie lediglich, dass die Serie sich um die Liebe zwischen zwei Mädchen drehte und begann kurz darauf die Mangareihe zu lesen. Sie gewann das Vorsingen mit dem Titel Kimi ni Furete, welcher schließlich als Lied im Vorspann der Animeserie genutzt wurde. Die Single wurde am 28. November 2018 auf CD veröffentlicht und positionierte sich auf Platz 39 der japanischen Singlecharts von Oricon, wo sie insgesamt sechs Wochen lang in der Bestenliste verblieb. Sie interpretierte das Lied Memories, welches das Opening-Stück der OVA Re:Zero: Memory Snow wurde. Ihre zweite Single, Whiteout, erschien am 27. Februar 2019 und wurde als Abspanntitel für die Animeserie Boogiepop and Others genutzt.
Im August erschien mit Glow at the Velocity of Lights ihre dritte Single, ehe im November gleichen Jahres mit be perfect, plz! eine weitere Singleauskopplung folgte. Glow at the Velocity of Lights wurde als Titellied der Animeserie Astra Lost in Space genutzt. Be Perfect, plz! ist im Abspann der Animeserie Shinchō Yūsha zu hören. Ende Januar 2021 erschien mit keep weaving your spider way ihre fünfte Single, welche im Vorspann der Anime-Fernsehserie Kumo desu ga, Nani ka? zu hören ist. Ende April folgte mit Chance! & Revenge! die Herausgabe der sechsten Single, die im Vorspann in der Romantischen Komödie OsaMake genutzt wurde.

## Diskografie
Alben
- 2023: Blue Moon

Singles
- 2018: Kimi ni Furete
- 2019: Whiteout
- 2019: Glow at the Velocity of Light
- 2019: be perfect, plz!
- 2021: keep weaving your spider way
- 2021: Chance! & Revenge!
- 2022: I have to know
- 2022: Selfish
- 2022: Shape
- 2023: Azu is
- 2024: Silver Floworld (シルバーフラワールド)